# نيكي أنوسيك
نيكي أنوسيك (بالإنجليزية: Nicky Anosike)‏ مواليد 27 فبراير 1986 في بروكلين، هي لاعبة كرة سلة أمريكية. بدأت مسيرتها الاحترافية في سنة 2008. تم اختيارها من قبل فريق مينيسوتا لينكس خلال الدرافت. حققت المركز الأول في دورة الألعاب الأمريكية 2007.

## المسيرة الاحترافية
لعبت مع مينيسوتا لينكس من سنة 2008 إلى 2010، ثم لعبت مع واشنطن ميستيكس في سنة 2011، ثم لعبت مع لوس أنجلوس سباركس في سنة 2012.

## الميداليات
| الميدالية | المسابقة                    |
| --------- | --------------------------- |
| ذهبية     | دورة الألعاب الأمريكية 2007 |

## روابط خارجية
- نيكي أنوسيك على موقع الاتحاد الدولي لكرة السلة (الإنجليزية)
- نيكي أنوسيك على موقع الاتحاد الوطني لكرة السلة النسائية (الإنجليزية)
- نيكي أنوسيك على موقع كرة السلة الأوروبية.كوم (الإنجليزية)
- نيكي أنوسيك على موقع كلية كرة السلة في سبورتس رفرنس.كوم (الإنجليزية)
- نيكي أنوسيك على موقع بروبوليرز (الإنجليزية)
- نيكي أنوسيك على موقع سبورتس رفرنس (الإنجليزية)